# Omar Er Rafik
Omar Er Rafik (ur. 7 stycznia 1986 w Val-de-Meuse) – marokański piłkarz pochodzenia francuskiego, napastnik. Występuje obecnie w luksemburskim klubie FC Differdange 03.